# Sand (Rogaland)
Pour les articles homonymes, voir Sand.
Sand est le plus grand centre urbain et le siège de la commune de Suldal dans le comté de Rogaland. 
Il compte 1 180 habitants au 1er janvier 2022 et est situé à environ 30 kilomètres au sud de Sauda.